# Mulhausen, Bas-Rhin
Mulhausen (German: Mühlhausen) là một xã thuộc tỉnh Bas-Rhin trong vùng Grand Est đông bắc Pháp.